# Omar Seck
Omar Seck (Tivaouane, 8 april 1957) is een meesterdrummer uit Senegal.
Seck komt uit een beroemde griot-familie, die vooral bekend is vanwege haar sabarspel en speelt al sinds zijn vroege jeugd trommel. Omars favoriete instrumenten zijn de sabar en de djembé. Ook bespeelt hij instrumenten als de tama, doundoun en bougarebou.

## Jonge jaren
In zijn jonge jaren heeft hij samen met zijn oom Doudou N'Diaye Rose en diens groep rondgetrokken door Senegal en andere Afrikaanse landen. In 1977 begon hij bij het "Ballet Africain" en speelde van 1979 tot 1983 bij het "Ballet d'Afrique Noir". Hij deed daar veel ervaring op met alle percussie-instrumenten. Van 1983 tot 1996 startte hij als master drummer bij het "Ballet Nationale de Senegal". Met dit ensemble toerde hij al die jaren door Europa, Afrika, Amerika en Azië.

## Nederland
In 1996 streek hij in Nederland neer. Omar Seck geeft op diverse plekken (vooral bij muziekscholen) les op met name djembé en sabar. Ook geeft hij workshops voor bedrijven, scholen (basisscholen en middelbare scholen), particulieren en op feesten. In de zomervakanties treedt hij in Senegal nog met het Nationaal Ballet Senegal op. 's Winters organiseert hij al jaren percussie- en dansworkshops in Senegal. Daarnaast treedt hij ook op met Afrikaanse groepen of solo.